# Heckler & Koch HK21
A HK21 é uma metralhadora de uso geral alimentada por cinta de munições, disparando cartuchos de calibre 7,62 mm NATO, projectada pelo fabricante de armas alemão Heckler & Koch. A arma pode ser disparada em modo semiautomático ou automático. A HK21 foi desenvolvida a partir da espingarda automática G3, partilhando com esta vários componentes, nomeadamente o mecanismo de tiro e o desconector. A HK21 pode ser usada com o seu bipé integral ou montada num tripé.

## Produção
A HK21 foi inicialmente produzida em Portugal em 1968, na Fábrica de Braço de Prata, que já fabricava a espingarda G3. Esta produção destinava-se a equipar o Exército Português com uma metralhadora mais leve que a MG42 então em serviço e mais compatível com as espingardas G3 que equipavam os Grupos de Combate em serviço activo na Guerra do Ultramar. Posteriormente o modelo passou a ser fabricado também na própria Alemanha, na Grécia e no México.

## Variantes
HK21: versão básica com munição de 7,62 x 51 mm NATO, alimentada por cinta ou por carregador;
HK21A1: variante da HK21, com um sistema aperfeiçoado de alimentação por cinta de munições, mas sem capacidade de alimentação por carregador;
HK21E: desenvolvimento da HK21A1 com um tubo mais longo, novo punho, novo gatilho e capacidade de disparar rajadas de 3 tiros;
HK11A1: versão paralela à HK21A1, mas com capacidade de alimentação apenas por carregador;
HK11E: versão paralela à HK21E, mas com capacidade de alimentação apenas por carregador;
HK13E: versão semelhante à HK11E mas com uma nova câmara para disparar a munição 5,56 x 45 mm NATO;
HK23E: versão semelhante à HK21E mas com uma nova câmara para disparar a munição 5,56 x 45 mm NATO.

## Utilização
- A HK21 está em serviço em Portugal (denominada HK21 m/968), no Paraguai, nas forças especiais da Alemanha (denominada G8) e em alguns países da África e do Sudoeste Asiático;
- A HK21 A1 está em serviço no Brasil, pelo BOPE
- A HK21E está em serviço no México e, em alguns outros países;